# Буденш
Буденш (порт. Budens) — населённый пункт и район в Португалии, входит в округ Фару. Является составной частью муниципалитета Вила-ду-Бишпу. По старому административному делению входил в провинцию Алгарве (регион). Входит в экономико-статистический субрегион Алгарве, который входит в Алгарве. Население составляет 1573 человека на 2001 год. Занимает площадь 45,69 км².

## Достопримечательности
- Форт Бургау (Forte de Burgau)
- Форт Бока-ду-Риу (Forte da Boca do Rio)
- Развалины римско-лузитанского периода (Boca do Rio)